# Linnea Henriksson
Ellen Linnea Petrea Henriksson, född 9 november 1986 i S:t Nikolai församling, Hallands län, är en svensk pop- och jazzsångare samt låtskrivare. Hon har givit ut fyra studioalbum och hennes musik har streamats över 290 miljoner gånger.

## Tidigt liv och utbildning
Linnea Henriksson är född och uppvuxen i Halmstad. Hon har skogssamiskt påbrå. Hon gjorde sitt första tv-framträdande 1995 i Småstjärnorna som den spanska artisten Princessa.
Hon studerade musik vid det estetiska programmet på Sturegymnasiet i Halmstad. Efter studentexamen vidareutbildade hon sig i klassisk sång vid S:t Sigfrids folkhögskola och genomförde därefter två år på jazzmusikerlinjen på Skurups folkhögskola.

## Musikkarriär

### 2007–2010
Under studietiden vid Skurups folkhögskola bildade Henriksson tillsammans med andra musiker i samma klass bandet Prylf år 2007. Bandets debutalbum Kind of Green röstades fram som årets näst bästa skiva i Orkesterjournalens "Gyllene skivan". Henriksson deltog i Idol 2010, där hon placerade sig på fjärde plats.

### 2011–2016

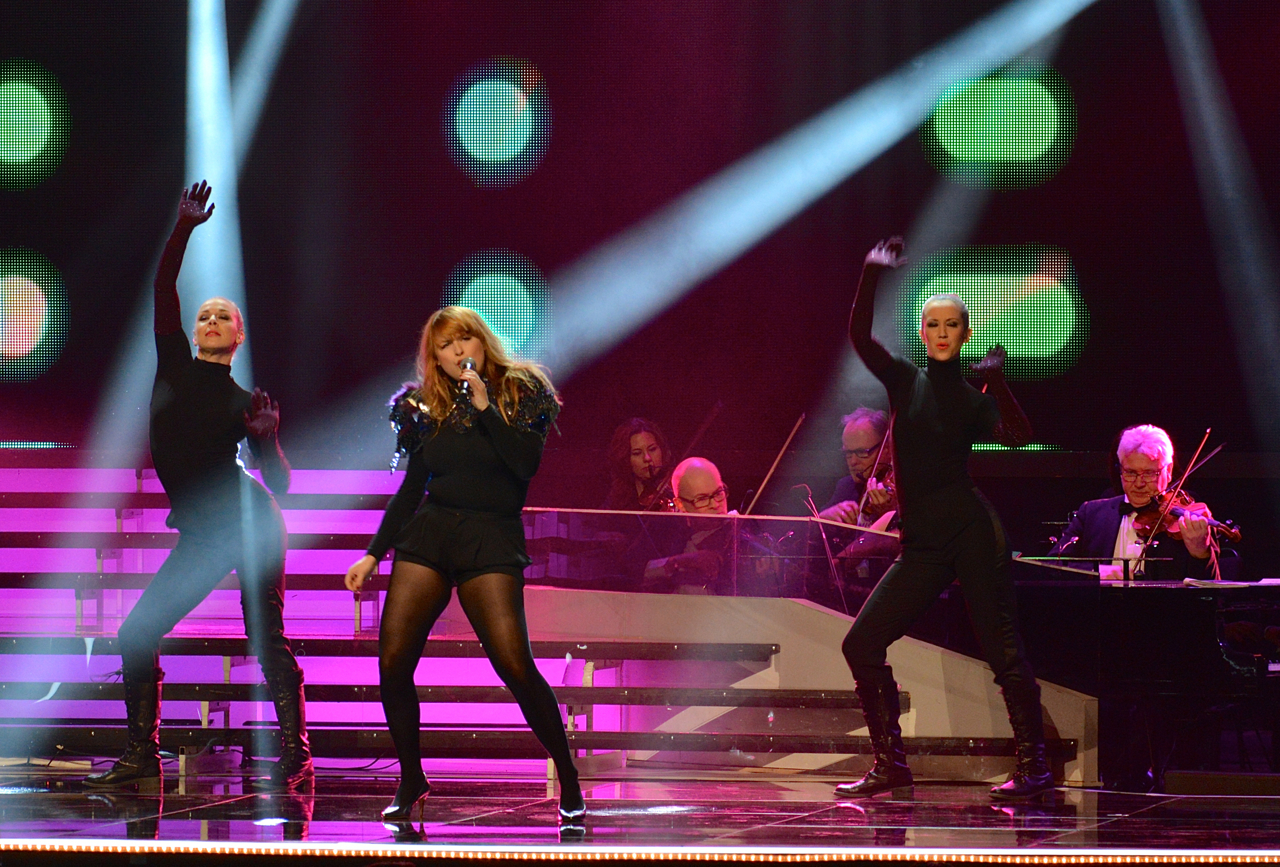
Linnea Henriksson uppträder under Svenska Idrottsgalan 2014.

År 2011 släppte Henriksson sin första solosingel Väldigt kär/Obegripligt ensam, skriven i samarbete med Orup. Debutalbumet Till mina älskade och älskare gavs ut den 30 maj 2012. Singeln Lyckligare nu toppade svensk radio fem veckor i rad och har över 42 miljoner streams. Sommaren 2012 begav sig Linnea Henriksson ut på en sommarturné i Sverige, den följdes upp under hösten av ytterligare en turné i flera svenska städer.
I januari 2013 utsågs Henriksson till Årets artist 2012 i P3 Guld, genom att ha fått flest röster av lyssnarna. Sommaren 2013 var Linnea Henriksson med sitt band support till Gyllene Tider, som gav sig ut på en omfattande Sverigeturné.
Hennes andra album Du söker bråk jag kräver dans släpptes i februari 2014, med gästartister som Kaah och Lilla Namo. I albumets lanseringskampanj ingick fem artisters tolkningar av låten Cecilia, detta innan det var känt att låten är skriven av Henriksson. Artisterna som tolkade låten var Petra Marklund, John de Sohn, The Royal Concept, Marlene och Invader Ace. Kampanjen vann Inhouse-galans pris för "Bästa digitala aktivitet" 2015 samt nominerades till "Best artist digital marketing campaign" i internationella "The Music Ally Digital Music Awards", 2014. Albumet följdes upp av en längre sommar- och höstturné.

### 2017–2019
Under sommaren 2017 gav sig Linnea ut på en egen sommarturné. Det självbetitlade tredje albumet Linnea Henriksson släpptes 24 november 2017 och nominerades till både "Årets Artist" och "Årets Pop" på Grammisgalan 2018. Albumet innehåller låtar som Säga mig, Sms och White.
Hösten 2018 var Henriksson en av de medverkande artisterna i den nionde säsongen av TV4:s Så mycket bättre. Hennes tolkning av Charlotte Perrellis Hero gick in på Svensktoppen 25 november 2018. Vidare gick hennes tolkning av Den stora dagen in på Svensktoppen 3 februari 2019.
Under slutet av 2018 hade Henriksson en egen julshow på Grand Hotel i Stockholm. Hon släppte sedan jul-EPn TILL_____FRÅN_____ i november 2019 och begav sig ut på ytterligare en julturné samma år. Singeln Fira jul med mig är en av de tio mest spelade jullåtarna sedan EP:n släpptes.

### 2020–2025
Under 2022 hade Henriksson en egen sommarturné. 
Henrikssons fjärde album Det lilla släpptes i april 2023 och följdes upp av den innovativa turnén "den lilla turnén”. Det var en turné som försökte tänka utanför boxen och utmana idén om en modern Sverigeturné. Under ett antal veckor kunde vem som helst ansöka om spelningar till sin stad via sin hemsida. Henrikssons mål med turnén var att skapa fler stopp på den svenska turnékartan. 115 förfrågningar kom in från bland annat hästgårdar, nattklubbar, kyrkor, pizzerior, bygdegårdar, festivaler, folkparker och mycket mera.[källa behövs]
Under julen 2023 åkte Linnea Henriksson ut på julturnén “Christmas Night” i Sverige tillsammans med Arvingarna.
2024 var Henriksson ute på tre olika turnéer. Under våren med den egna turnén "Den romantiska turnén”. Under hösten var hon dels på turné med Norrbotten Big Band samt en del av arenaturnén “Let the Music Speak” tillsammans med Peter Jöback, Petra Marklund och Tomas Andersson Wij.
I september 2024 släppte Linnea Henriksson den första singeln, Ge inte upp på mig från sitt kommande album. Låten nådde plats åtta på radio-topplistan. 
Henriksson tävlade i Melodifestivalen 2025 med låten Den känslan som hon skrivit tillsammans med David Lindgren Zacharias och Sebastian Atas. Låten är producerad av låtskrivarna samt Wille Alin.  Men hon gick inte vidare. Den känslan är andra låten från hennes kommande album.  

### Samarbeten och andra projekt
Henriksson har medverkat på flera betydande samarbeten, bland annat:
- Aviciis album True, på låten Hope there's someone. (2013)
- Petters album Skeppsholmen, på låten Se på mig nu. (2016)
- Gyllene Tiders VM-låt Bäst när det gäller. (2018)

## TV, radio och podcasts

### TV
- Programledare för Melodifestivalen med Lina Hedlund och David Sundin. (2020)
- Medverkan i SVT-serien "Den Blomstertid" tillsammans med Tusse. Programmet nominerades till "Årets Program" i Kristallen. (2023)

### Radio och podcasts
- Programledare för Hallå P3. (2014, 2015)
- Programledare för Musikhjälpen. (2014, 2015, 2021)
  - 2014 tillsammans med Petter Askergren och Kodjo Akolor.
  - 2015 tillsammans med Gina Dirawi och Kodjo Akolor.[29]
  - 2021 tillsammans med Brita Zackari och Kodjo Akolor.
- Resande reporter för Musikhjälpen.[30] (2017, 2020)
- Programledare för Spotify-initierade podcasten "Equalizer" tillsammans med Evyn Redar.[31] (2017)
- Sommarvärd i P1.[32] (2022)
- Programledare för Morgonpasset i P3.[33] (2023)

## Stipendier och övriga utmärkelser
- Alice Babs Jazzstipendium (2015)
- Ulla Billquist-stipendiet[34] (2016)
- Elle-galan – "Årets Look"[35] (2019)
- Halmstads kommuns kulturpris[36] (2022)
- Skaps pris[37] (2023)
- Hallands Stora Akademipris[38] (2024)

## Privatliv
Henriksson är tillsammans med Wille Alin som spelar trummor i hennes band. De fick i april 2019 sitt första barn.

## Diskografi

### Studioalbum
- 2010 – Kind of Green (tillsammans med Prylf)
- 2012 – Till mina älskade och älskare
- 2014 – Du söker bråk, jag kräver dans
- 2017 – Linnea Henriksson
- 2023 – Det lilla

### EP
- 2019 - TILL_____FRÅN_____

### Singlar
- 2011 – "Väldigt kär/Obegripligt ensam"
- 2012 – "Alice"
- 2012 – "Lyckligare nu"
- 2012 – "Mitt rum i ditt hjärta"
- 2013 – "Jag vet nåt som inte du vet"
- 2013 – "Du söker bråk, jag kräver dans"
- 2014 – "Cecilia"
- 2014 – "Halmstad"
- 2014 – "Ensamheten"
- 2016 – "Se på mig nu" (med Petter)
- 2017 – "Säga mig"
- 2017 - "Säga mig (State of Sound Remix)"
- 2017 – "Släpper allt" (med Norlie & KKV)
- 2017 -– "Vadå"
- 2018 – "Mamma är lik sin mamma" (med Stor)
- 2018 – "Bäst när det gäller" (med Gyllene Tider)
- 2018 – "Småtjejer" (Så mycket bättre 2018 - Tolkningarna)
- 2018 – "Den stora dagen" (Så mycket bättre 2018 - Tolkningarna)
- 2018 – "Hero" (Så mycket bättre 2018 - Tolkningarna)
- 2018 – "I Need Your Love" (Så mycket bättre 2018 - Tolkningarna)
- 2018 – "Dansa på min grav" (Så mycket bättre 2018 - Tolkningarna)
- 2018 – "The Right Way" (Så mycket bättre 2018 - Tolkningarna)
- 2018 – "Some Other Time" (Så mycket bättre 2018 - Tolkningarna)
- 2020 – "Det kommer en tid"
- 2021 – "Kom närmre"
- 2021 – "En dålig idé"[40]
- 2022 – "Champagne"
- 2022 – "Som du sa"
- 2023 – "Två delar" (Stråkversion)
- 2024 – "Mammas port" (med Movits!)
- 2024 – "Mår du bra mår jag också bra" (med Jubël)
- 2024 – "Ge inte upp på mig"